# Lill-Kalajärvi
Lill-Kalajärvi är en sjö i Kalix kommun i Norrbotten och ingår i Sangisälvens huvudavrinningsområde. Sjön har en area på 0,0796 kvadratkilometer och ligger 37 meter över havet. Sjön avvattnas av vattendraget Kalajärvbäcken.

## Delavrinningsområde
Lill-Kalajärvi ingår i det delavrinningsområde (734181-184489) som SMHI kallar för Mynnar i 733680-184775. Medelhöjden är 50 meter över havet och ytan är 4,4 kvadratkilometer. Det finns inga avrinningsområden uppströms utan avrinningsområdet är högsta punkten. Kalajärvbäcken som avvattnar avrinningsområdet har biflödesordning 3, vilket innebär att vattnet flödar genom totalt 3 vattendrag innan det når havet efter 17 kilometer. Avrinningsområdet består mestadels av skog (84 procent). Avrinningsområdet har 0,07 kvadratkilometer vattenytor vilket ger det en sjöprocent på 1,7 procent.